# TVAL
A TV Assembleia (mais conhecida pela sua sigla TVAL) é uma emissora pública de televisão brasileira com sede em Florianópolis, estado de Santa Catarina, e pertence à Assembleia Legislativa de Santa Catarina. Iniciou suas operações em 25 de outubro de 1999.
Segundo consta no site da TVAL, o principal objetivo da emissora "é levar o que acontece no Parlamento Estadual ao conhecimento da população catarinense". As sessões ordinárias, solenes e especiais, audiências públicas e reuniões de comissões são transmitidas ao vivo, sendo o restante da programação preenchida por documentários, noticiário, entrevistas e produções educativas e culturais.
Entre os anos de 2004 e 2005, a TVAL esteve com sinal aberto via satélite para todo o país, e podia ser captado por antenas parabólicas.